# ميغيل إنريكو
ميغيل إنريكو (بالإسبانية: Miguel Enrico)‏ هو منافس ألعاب قوى أرجنتيني، (و. 1903  م).

## وصلات خارجية
- ميغيل إنريكو على موقع أوليمبيديا (الإنجليزية)